# Ordre moyen d'une fonction arithmétique
En théorie des nombres, un ordre moyen d'une fonction arithmétique f est une fonction «simple» g approchant f en moyenne.

Plus précisément un ordre moyen de f est une fonction g réelle ou complexe, si possible continue et monotone, telle qu'on ait :
Autrement dit, les moyennes arithmétiques ou moyennes de Cesàro de f et g entre 1 et N, ou encore valeurs moyennes de f et g  sont asymptotiquement équivalentes. Une telle fonction g n'est bien entendu pas unique.
Il ne faut pas confondre un équivalent asymptotique de la valeur moyenne {\displaystyle {\frac {1}{N}}{\sum _{n=1}^{N}f(n)}} avec un ordre moyen.
Par exemple, pour {\displaystyle f(n):=n}, un équivalent asymptotique de la valeur moyenne, égale à {\displaystyle (N+1)/2}, est {\displaystyle N/2}, mais la fonction  {\displaystyle g(n):=n/2} n’est pas un ordre moyen de {\displaystyle f}.
Par contre, pour {\displaystyle f(n):=\ln n}, un équivalent de la valeur moyenne, égale à {\displaystyle {\frac {1}{N}}{\sum _{n=1}^{N}f(n)}={\frac {\ln N!}{N}}}, est {\displaystyle \ln N}.
Dans le cas particulier où la limite
{\displaystyle \lim _{N\to \infty }{\frac {1}{N}}\sum _{n\leqslant N}f(n)=c}
existe, on dit que {\displaystyle f} possède la valeur moyenne {\displaystyle c}.
Si de plus {\displaystyle c\not =0}, la fonction {\displaystyle g(n):=c} est un ordre moyen de {\displaystyle f}.

## Exemples

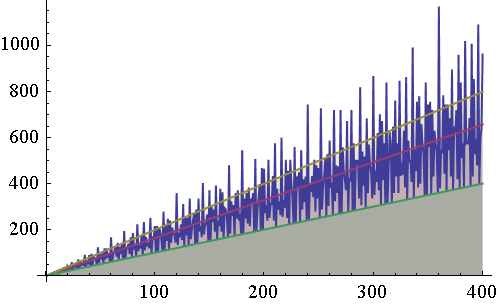
"Courbe" de la somme des diviseurs σ(n), avec l'ordre moyen en rouge, n+1 correspondant aux nombres premiers en vert, et 2n correspondant aux nombres parfaits en jaune.

- Un ordre moyen du plus grand diviseur impair de n est 2n/3
- Un ordre moyen de d(n)[1], nombre de diviseurs de n, est ln(n)
- Un ordre moyen de σ(n)[2], somme des diviseurs de n, est {\displaystyle {\frac {\pi ^{2}}{6}}n}
- Un ordre moyen de φ(n)[3], indicatrice d'Euler de n, est {\displaystyle {\frac {6}{\pi ^{2}}}n}
- Un ordre moyen de ω(n)[4], nombre de facteurs premiers distincts de n, est ln(ln(n))
- Un ordre moyen de Ω(n)[4], nombre de facteurs premiers de n, est ln(ln(n))
- Un ordre moyen de r(n)[5], nombre de façon d'exprimer n comme somme de deux carrés, est π.
- Le théorème des nombres premiers équivaut au fait que la fonction de von Mangoldt Λ(n) a pour ordre moyen 1[6], et au fait que la fonction de Möbius μ(n) a pour valeur moyenne 0[7].

## Meilleur ordre moyen
Cette notion peut être présentée à l'aide de l'exemple du nombre de diviseurs. De la formule de Dirichlet  :
{\displaystyle \sum _{n\leqslant N}{\text{d}}(n)=N\ln N+(2\gamma -1)N+o(N)}
({\displaystyle \gamma } est la constante d'Euler-Mascheroni) et de la formule de Stirling :
{\displaystyle \sum _{n\leqslant N}\ln n=N\ln N-N+o(N),}
on tire la relation asymptotique
{\displaystyle \sum _{n\leqslant N}({\text{d}}(n)-(\ln n+2\gamma ))=o(N),}
tandis que
{\displaystyle \sum _{n\leqslant N}({\text{d}}(n)-\ln n)=O(N),}
ce qui suggère que ln(n) + 2γ est un meilleur choix d'ordre moyen pour d(n) que simplement ln(n) (c'est un cas particulier de développement asymptotique).